# Гербы Костромской области
Список гербов муниципальных образований Костромской области Российской Федерации.
На 1 января 2018 года в Костромской области насчитывалось 176 муниципальных образований — 6 городских округов, 24 муниципальных района, 12 городских и 134 сельских поселения.

## Гербы городских округов
| Герб | Наименование                                   | Дата утверждения           | Номер в ГГР |
| ---- | ---------------------------------------------- | -------------------------- | ----------- |
|      | Герб муниципального образования Город Кострома | 22 августа 2002            | 1354        |
|      | Герб городского округа город Буй               | 31 января 2003             | 1148        |
|      | Герб городского округа город Волгореченск      | 2 июля 1998 25 января 2007 | 339         |

| герб | Наименование                           | Дата утверждения                | Номер в ГГР |
| ---- | -------------------------------------- | ------------------------------- | ----------- |
|      | Герб городского округа город Галич     | 21 февраля 2003 21 декабря 2006 | 1223        |
|      | Герб городского округа город Мантурово | 17 декабря 2002 30 января 2007  | 1871        |
|      | Герб городского округа город Шарья     | 17 июня 2004                    | 1522        |

## Гербы муниципальных районов
| Герб | Наименование                                         | Дата утверждения                | Номер в ГГР |
| ---- | ---------------------------------------------------- | ------------------------------- | ----------- |
|      | Герб Антроповского муниципального района             | 28 ноября 2003                  | 1416        |
|      | Герб Буйского муниципального района                  | 18 сентября 2003                | 1297        |
|      | Герб Вохомского муниципального района                | 18 февраля 2003                 | 1155        |
|      | Герб Галичского муниципального района                | 20 июня 2005                    | 1938        |
|      | Герб Кадыйского муниципального района                | 30 мая 2003                     | 1257        |
|      | Герб Кологривского муниципального района             | 28 февраля 2003                 | 1177        |
|      | Герб Костромского муниципального района              | 24 апреля 2003                  | 1186        |
|      | Герб Красносельского муниципального района           | 18 мая 2004                     | 1457        |
|      | Герб Макарьевского муниципального района             | 15 октября 2003 22 декабря 2006 | 1328        |
|      | Герб Мантуровского муниципального района             | 22 января 2004                  | 1401        |
|      | Герб Межевского муниципального района                | 20 октября 2003                 | 1335        |
|      | Герб муниципального района Город Нея и Нейский район | 18 ноября 2004                  | 1724        |

| Герб | Наименование                                                | Дата утверждения | Номер в ГГР |
| ---- | ----------------------------------------------------------- | ---------------- | ----------- |
|      | Герб муниципального района Город Нерехта и Нерехтский район | 27 марта 2003    | 1191        |
|      | Герб Октябрьского муниципального района                     | 30 июня 2003     | 1271        |
|      | Герб Островского муниципального района                      | 4 июня 2003      | 1274        |
|      | Герб Павинского муниципального района                       | 29 ноября 2005   | 2144        |
|      | Герб Парфеньевского муниципального района                   | 9 июня 2005      | 1922        |
|      | Герб Поназыревского муниципального района                   | 31 марта 2005    | 1878        |
|      | Герб Пыщугского муниципального района                       | 21 мая 2003      | 1250        |
|      | Герб Солигаличского муниципального района                   | 30 мая 2003      | 1384        |
|      | Герб Судиславского муниципального района                    | 27 мая 2004      | 1404        |
|      | Герб Сусанинского муниципального района                     | 14 августа 2003  | 1286        |
|      | Герб Чухломского муниципального района                      | 1 апреля 2003    | 1225        |
|      | Герб Шарьинского муниципального района                      | 30 сентября 2003 | 1321        |

## Гербы городских поселений
| Герб | Наименование                                                                     | Дата утверждения | Номер в ГГР |
| ---- | -------------------------------------------------------------------------------- | ---------------- | ----------- |
|      | Герб городского поселения посёлок Судиславль Судиславского муниципального района | 25 августа 2011  | не внесён   |

## Гербы сельских поселений
| Герб | Наименование                                                               | Дата утверждения | Номер в ГГР |
| ---- | -------------------------------------------------------------------------- | ---------------- | ----------- |
|      | Герб Апраксинского сельского поселения Костромского муниципального района  | 30 июля 2018     | 12003       |
|      | Герб Бакшеевского сельского поселения Костромского муниципального района   | 31 июля 2018     | 12005       |
|      | Герб Караваевского сельского поселения Костромского муниципального района  | 14 февраля 2018  | 11763       |
|      | Герб Кузнецовского сельского поселения Костромского муниципального района  | 29 августа 2014  | 9733        |
|      | Герб Кузьмищенского сельского поселения Костромского муниципального района | 18 сентября 2015 | 1052        |
|      | Герб Матвеевского сельского поселения Парфеньевского муниципального района | 22 июня 2016     | 11024       |
|      | Герб Минского сельского поселения Костромского муниципального района       | 30 июля 2018     | 12007       |

| Герб | Наименование                                                                | Дата утверждения | Номер в ГГР |
| ---- | --------------------------------------------------------------------------- | ---------------- | ----------- |
|      | Герб Никольского сельского поселения Костромского муниципального района     | 30 июня 2015     | 10580       |
|      | Герб Самсоновского сельского поселения Костромского муниципального района   | 13 июля 2018     | 12009       |
|      | Герб Сандогорского сельского поселения Костромского муниципального района   | 10 апреля 2018   | 11863       |
|      | Герб Середняковского сельского поселения Костромского муниципального района | 3 августа 2018   | 12011       |
|      | Герб Сущёвского сельского поселения Костромского муниципального района      | 1 декабря 2014   | 9835        |
|      | Герб Чернопенского сельского поселения Костромского муниципального района   | 12 сентября 2013 | 8887        |
|      | Герб Шунгенского сельского поселения Костромского муниципального района     | 30 июля 2018     | 12013       |